# Can Casals (Palau de Santa Eulàlia)
Can Casals és una obra de Palau de Santa Eulàlia (Alt Empordà) inclosa a l'Inventari del Patrimoni Arquitectònic de Catalunya.

## Descripció
Casa unida a una altra construcció en un dels seus costats. Està situada al centre del veïnat de Palau. Aquesta casa està suportada per dues voltes de maó rebaixades, una de les quals dona pas al camí. Als pisos cal destacar les galeries amb tres obertures. La volta del camí presenta un arc de reforç per aguantar la paret de la casa, on reposen els cairats. Destacar la cantonada formada de pedres escairades, igual que les dovelles de la porta d'entrada que ha estat retocada.